# 凱杜古
凱杜古（法語：Kédougou）是非洲國家塞內加爾東南部的城鎮，由凱杜古區負責管轄，距離首都達喀爾702公里，毗鄰與馬里和幾內亞接壤的邊界，主要經濟活動有農業和黃金開採，海拔高度167米，2007年人口約18,860。

## 友好城市
- 法國 布律埃拉比西耶尔

## 外部連結
- MSN Map - elevation = 99m[永久]
- Peace Corps Senegal, Kedougou Page
- Friends of Peace Corps Kedougou[永久]